# Malcolm Knowles
Pour les articles homonymes, voir Knowles.
Malcolm Shepherd Knowles (24 août 1913 à Livingston (Montana) – 27 novembre 1997) était un pionnier de l'éducation pour adulte.
Il développa un modèle andragogique par opposition au modèle pédagogique traditionnel qui prend en compte les caractéristiques spécifiques de l'adulte dans le processus d'apprentissage. 
Cette approche s'inscrit dans le courant de l'humanisme contemporain qui s’est développé en réaction au behaviorisme qui a prévalu durant la première moitié du XXe siècle.    
Malcolm Knowles, Carl Rogers, et Abraham Maslow sont les précurseurs de ce courant qui préconise l'apprentissage d'une manière autonome avec une prise en compte essentielle des besoins affectifs et cognitifs.  

## Carrière scientifique
Malcolm Knowles commence sa carrière universitaire grâce à l'obtention d'une bourse à l'université de Chicago. En 1950, il publie son mémoire de master via son ouvrage Informal Education Adult.
En 1951, il devient directeur exécutif de l'association d'éducation des adultes. 
À la fin des années 1950, Malcolm Knowles devient professeur associé à l'université de Boston jusqu'en 1974. La même année, il devient professeur d'une chaire axé sur l'éducation pour adulte à l'université de Caroline du Nord. Il prend sa retraite à partir de 1979 tout en restant actif dans le domaine de la recherche scientifique.   

## Publications
Malcolm Knowles a écrit plus de 230 articles et produit 18 livres dont les ouvrages suivants : 
- Knowles, M. S. (1990). L'apprenant adulte : vers un nouvel art de la formation. Paris, Éditions d'Organisation, 277 p.  (ISBN 0-87201-023-6).
- Knowles, M. S. (1950). Informal adult education. New York: Association Press.
- Knowles, M. S., & Knowles, H. F. (1955). How to develop better leaders. New York: Association Press.
- Knowles, M. S., & Knowles, H. F. (1959). Introduction to group dynamics. Chicago: Association Press. Revised edition 1972 *published by New York: Cambridge Books.
- Knowles, M. S. (1975). Self-directed learning: A guide for learners and teachers. Englewood Cliffs: Prentice Hall/Cambridge.
- Knowles, M. S. (1977). The adult education movement in the United States. Malabar, FL: Krieger.
- Knowles, M. S. (1980). The modern practice of adult education: From pedagogy to andragogy. Englewood Cliffs: Prentice Hall/Cambridge.
- Knowles, M. S., et al. (1984). Andragogy in action: Applying modern principles of adult education. San Francisco: Jossey-Bass.
- Knowles, M. S. (1986). Using learning contracts. San Francisco: Jossey-Bass.
- Knowles, M. S. (1989). The making of an adult educator: An autobiographical journey. San Francisco: Jossey-Bass.
- Knowles, M. S. (1990). The adult learner: A neglected species. Houston: Gulf Publishing Company.